# Robert Boese
Robert Boese (ur. 1887 w Wirkach, zm. 1944 w Kłodzku) – niemiecki prawnik i wydawca pisma regionalnego dotyczącego ziemi kłodzkiej.

## Życiorys
Urodził się w 1887 w Wirkach, w powiecie świdnickim. Studiował prawo na Uniwersytecie Wrocławskim. Pracował następnie jako adwokat i notariusz w Bystrzycy Kłodzkiej i od 1920 w Kłodzku. Należał do współzałożycieli powstałego w 1917 roku Kłodzkiego Towarzystwa Krajoznawczego (Verein für Glatzer Heimatkunde). Zajmował się także wydawaniem czasopisma regionalnego „Glatzer Heimatblätter”.
Po zakończeniu I wojny światowej zasłynął z organizowania na terenie Kłodzczyzny akcji protestacyjnych, skierowanych przeciwko czechosłowackim żądaniom przyłączenia ziemi kłodzkiej. W sprawie tej pisał m.in. do prezydenta Stanów Zjednoczonych, Woodrowa Wilsona.
Zmarł w 1944 w Kłodzku.